# Савина
Савина је градска четврт Новог Сада. Део је Новог насеља (Бистрице).
Савина се налази у источном делу Новог насеља и у саставу је месне заједнице "Гаврило Принцип". Лоцирана је између улице Радомира Раше Радујкова на северу, Булевара Слободана Јовановића на западу, улице Бранислава Бороте на југу и улице Симеона Пишчевића на истоку. У насељу постоји још и улица Владике Ћирића.
Насеље Савина је добило име по православном храму Преноса моштију Светог Саве, који се налази на простору овог насеља. Поред поменутог храма, у насељу нема других јавних установа или значајнијих привредних објеката. 
Северно од насеља Савина налази се Тозин сокак (који представља јужни део насеља Шонси), западно су централни делови Новог насеља, јужно је Западна привредна зона, док је источно лоцирана стара ранжирна станица. 